# Bocas do Dragão

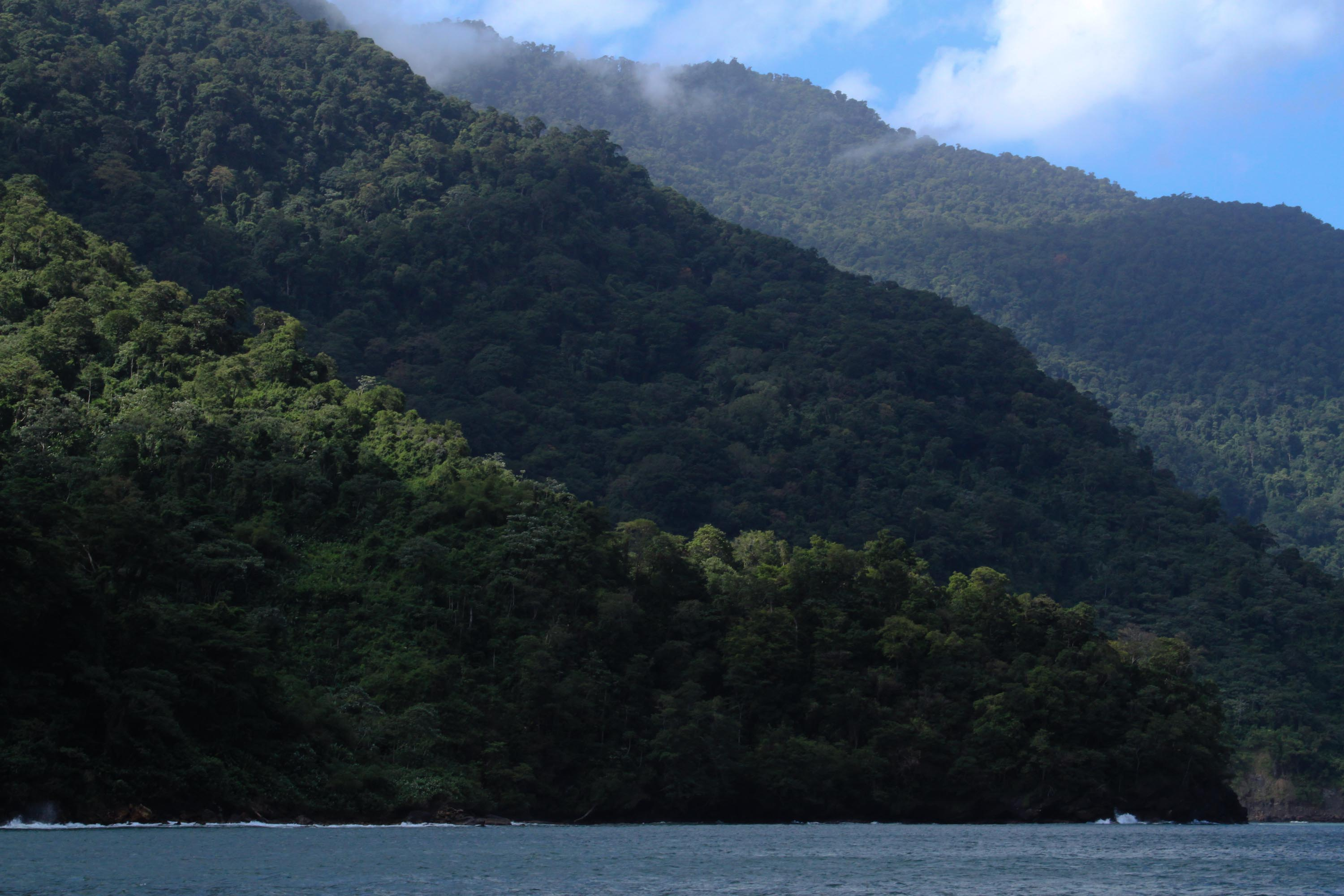
Vista da Península de Paria na Venezuela que está separada de Trindade pelas águas de Boca Grande, uma das Bocas do Dragão

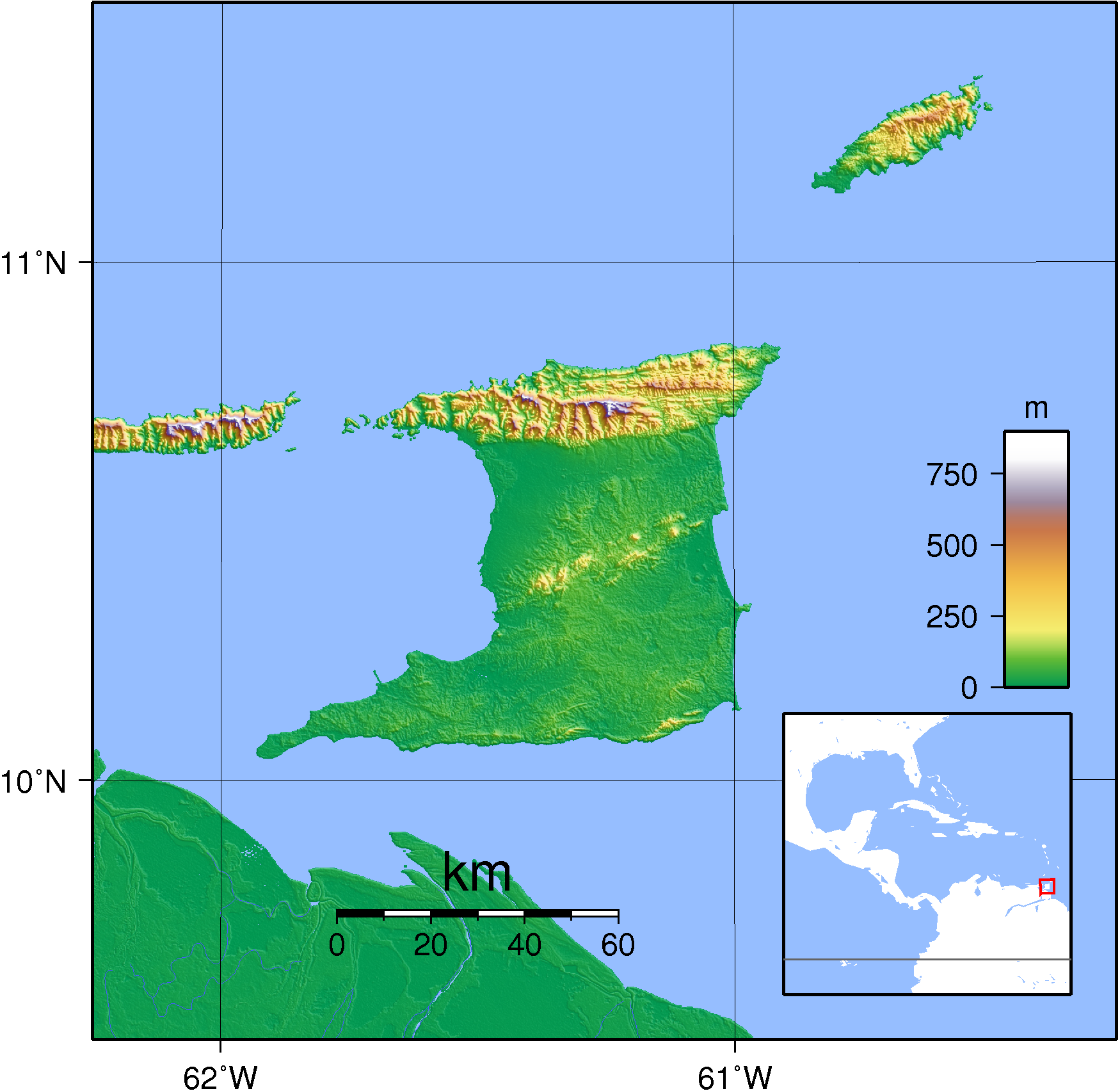
As Bocas do Dragão situam-se entre a península de Paria e a ilha de Trindade, e nos estreitos situam-se várias ilhas

As Bocas do Dragão (em castelhano:  Bocas del Dragón, em inglês:  Dragon's Mouths) ou simplesmente Boca do Dragão (em espanhol: Boca del Dragón) são uma série de estreitos que separam o Golfo de Paria do Mar das Caraíbas e que são águas divididas entre a Venezuela e Trindade e Tobago. Há quatro Bocas, que de oeste a este se designam:
- Boca Grande que separa Chacachacare da Península de Paria da Venezuela. A fronteira internacional entre Trindade e Tobago e a Venezuela estende-se através deste estreito.
- Boca de Navios que separa as ilhas de Chacachacare e Huevos.
- Boca de Huevos que separa as ilhas de Huevos e Monos.
- Boca de Monos que separa a ilha de Monos da península de Chaguaramas na ilha de Trindade.